# 中华人民共和国国家新闻出版广电总局
中华人民共和国国家新闻出版广电总局，简称广电总局，是第十二届中华人民共和国国务院负责新闻业、出版业、广播电台、电影、电视、新媒体、著作权行业行政管理的正部级直属机构，加挂中华人民共和国国家版权局牌子，现已被拆分。

## 沿革
1949年，成立新华社口头广播部（延安新华广播电台编辑部）。同年，中共中央宣传部设置中央广播事业管理处、中央电影事业管理局，分别管理全国广播、电影事业。1949年，中华人民共和国成立后，将中央宣传部的广播、电影事业管理职责划归中央人民政府政务院系统，分别成立中央人民政府新闻总署广播事业局、中央人民政府文化部电影局。1952年，中央人民政府新闻总署撤销，改由政务院文化教育委员会直接管理中央广播事业局，作为政务院直属机构。1955年，中华人民共和国国务院成立，广播事业局（国务院直属机构）以及文化部电影事业管理局分别成立。
1967年，广播事业划归中共中央管理，组建中央广播事业局，作为中共中央直属机构。1982年，全国人大决定将中央广播事业局升格为正部级国务院组成部门，组建中华人民共和国广播电视部。1986年，全国人大决定将广播电视部、文化部电影事业管理局的职责整合，成立中华人民共和国广播电影电视部。
1998年，根据全国人大通过的《国务院机构改革方案》，新闻出版、著作权行业管理职责从中华人民共和国文化部分出，组建中华人民共和国新闻出版总署（中华人民共和国国家版权局），为正部级国务院直属机构。同时，为精简国务院组成部门数量，决定将广电部降格为正部级国务院直属机构国家广播电影电视总局。
2013年3月10日，全国人大公布《国务院机构改革和职能转变方案（草案）》，拟组建中华人民共和国国家新闻出版广播电影电视总局。将国家新闻出版总署、国家广播电影电视总局的职责整合。3月13日，经全国人大审议，对该《方案》将进行一处调整，即该部门的名称更名为中华人民共和国国家新闻出版广电总局。
2013年3月22日，中华人民共和国国家新闻出版广电总局挂牌，并加挂中华人民共和国国家版权局牌子。
中华人民共和国国家新闻出版广电总局成立后，原中华人民共和国新闻出版总署和国家广播电影电视总局不再保留。具体方案由第十二届全国人民代表大会第一次会议审议后公布。
2013年7月，国务院办公厅印发通知，发布《国家新闻出版广电总局主要职责内设机构和人员编制规定》。该《规定》规定了主要职责、内设机构和人员编制等内容。随着国家新闻出版广电总局的成立，地方各级新闻出版局与广电局纷纷合并。2013年9月，广东省新闻出版局与广电局合并为新闻出版广电局。2013年12月，江西省新闻出版广电局挂牌成立。2014年1月，浙江、福建、山东省新闻出版广电局相继挂牌成立。
2018年3月17日第十三届全国人民代表大会第一次会议通过《第十三届全国人民代表大会第一次会议关于国务院机构改革方案的决定》，批准《国务院机构改革方案》。方案规定：“组建国家广播电视总局。在国家新闻出版广电总局广播电视管理职责的基础上组建国家广播电视总局，作为国务院直属机构。不再保留国家新闻出版广电总局。”而在同年3月21日中共中央印发的《深化党和国家机构改革方案》中，则将国家新闻出版广电总局的新闻出版管理职责、电影管理职责划入中共中央宣传部管理，加挂国家新闻出版署（国家版权局）、国家电影局牌子。

## 职责
根据《国家新闻出版广电总局主要职责内设机构和人员编制规定》，国家新闻出版广电总局承担下列职责：
1. 负责拟订新闻出版广播影视宣传的方针政策，把握正确的舆论导向和创作导向。
2. 负责起草新闻出版广播影视和著作权管理的法律法规草案，制定部门规章、政策、行业标准并组织实施和监督检查。
3. 负责制定新闻出版广播影视领域事业发展政策和规划，组织实施重大公益工程和公益活动，扶助老少边穷地区新闻出版广播影视建设和发展。负责制定国家古籍整理出版规划并组织实施。
4. 负责统筹规划新闻出版广播影视产业发展，制定发展规划、产业政策并组织实施，推进新闻出版广播影视领域的体制机制改革。依法负责新闻出版广播影视统计工作。
5. 负责监督管理新闻出版广播影视机构和业务以及出版物、广播影视节目的内容和质量，实施依法设定的行政许可并承担相应责任，指导对市场经营活动的监督管理工作，组织查处重大违法违规行为。指导监管广播电视广告播放。负责全国新闻记者证的监制管理。
6. 负责对互联网出版和开办手机书刊、手机文学业务等数字出版内容和活动进行监管。负责对网络视听节目、公共视听载体播放的广播影视节目进行监管，审查其内容和质量。
7. 负责推进新闻出版广播影视与科技融合，依法拟订新闻出版广播影视科技发展规划、政策和行业技术标准，并组织实施和监督检查。负责对广播电视节目传输覆盖、监测和安全播出进行监管，推进广电网与电信网、互联网三网融合，推进应急广播建设。负责指导、协调新闻出版广播影视系统安全保卫工作。
8. 负责印刷业的监督管理。
9. 负责出版物的进口管理和广播影视节目的进口、收录管理，协调推动新闻出版广播影视领域“走出去”工作。负责新闻出版广播影视和著作权管理领域对外及对港澳台的交流与合作。
10. 负责著作权管理和公共服务，组织查处有重大影响和涉外的著作权侵权盗版案件，负责处理涉外著作权关系和有关著作权国际条约应对事务。
11. 负责组织、指导、协调全国“扫黄打非”工作，组织查处大案要案，承担全国“扫黄打非”工作小组日常工作。
12. 领导中央人民广播电台、中国国际广播电台和中央电视台，对其宣传、发展、传输覆盖等重大事项进行指导、协调和管理。
13. 承办党中央、国务院交办的其他事项。

## 机构设置
根据《国家新闻出版广电总局主要职责内设机构和人员编制规定》，国家新闻出版广电总局设置下列机构：

### 内设机构
- 办公厅
- 政策法制司
- 规划发展司（改革办公室）
- 公共服务司
- 综合业务司
- 宣传司
- 新闻报刊司
- 电影局
- 出版管理司（古籍整理出版规划办公室）
- 电视剧司
- 印刷发行司
- 传媒机构管理司
- 数字出版司
- 网络视听节目管理司
- 反非法和违禁出版物司（全国“扫黄打非”工作办公室）
- 版权管理司
- 进口管理司
- 科技司
- 财务司
- 人事司
- 保卫司
- 机关党委
- 离退休干部局

### 直属事业单位
- 中央人民广播电台（副部级）
- 中国国际广播电台（副部级）
- 中国中央电视台（副部级）
- 国家新闻出版广电总局无线电台管理局
- 国家新闻出版广电总局监管中心
- 国家新闻出版广电总局广播电视卫星直播管理中心
- 国家新闻出版广电总局广播影视发展研究中心
- 国家新闻出版广电总局信息中心
- 广播科学研究院
- 广播电视规划院
- 中国电影科学技术研究所
- 电影技术质量检测所
- 中广电广播电影电视设计研究院
- 中国电视艺术委员会
- 中国广播艺术团（中国电影乐团）
- 中国广播交响乐团（中国爱乐乐团）
- 中国电影资料馆（中国电影艺术研究中心）
- 国家新闻出版广电总局电影剧本规划策划中心
- 国家新闻出版广电总局电影数字节目管理中心
- 国家电影事业发展专项资金管理委员会办公室
- 国家新闻出版广电总局机关服务中心（机关服务局、物业管理中心）
- 国家新闻出版广电总局研修学院（培训中心）
- 国家新闻出版广电总局广播影视人才交流中心
- 中国广播影视出版社
- 中国广播电影电视社会组织联合会
- 国家新闻出版广电总局电影卫星频道节目制作中心
- 中国新闻出版研究院
- 《新闻出版报》社
- 国家新闻出版广电总局互联网出版监测中心
- 中国版权保护中心
- 中国版本图书馆（国家新闻出版广电总局出版物数据中心）
- 国家新闻出版广电总局出版产品质量监督检测中心
- 国家出版基金规划管理办公室

### 直属企业单位
- 中国广播电视网络有限公司
- 中国电影集团公司
- 中国电影股份有限公司
- 中广传播集团有限公司
- 中央卫星电视传播中心（总局直属、中央电视台代管）
- 中国广播电视国际经济技术合作总公司（总局直属、中央电视台代管）
- 中国有线电视网络有限公司（总局直属、广电网络代管）
- 中央新闻纪录电影制片厂（集团）（中央电视台直属，列入总局序列）
- 中国电视剧制作中心有限责任公司（中央电视台直属，列入总局序列）
- 中国国际电视总公司（中央电视台直属，列入总局序列）
- 人民出版社

## 历任领导
| 局长 - 蔡赴朝（2013年3月19日—2016年10月3日，中宣部副部长兼，兼国家版权局局长） - 聂辰席（2016年10月3日—2018年3月，兼国家版权局局长，2015年4月至2018年2月兼中央电视台台长、分党组书记） 副局长 - 蒋建国（2013年3月19日—2015年1月9日，兼全国“扫黄打非”工作小组副组长兼办公室主任） - 聂辰席（2013年4月22日—2016年10月3日） - 田进（2013年4月22日—2018年3月） - 邬书林（2013年4月22日—2014年7月7日） - 阎晓宏（2013年4月22日—2017年4月13日，兼国家版权局专职副局长） - 孙寿山（2013年4月22日—2017年4月13日） - 李伟（2013年4月22日—5月30日） - 童刚（2013年4月22日—2018年3月） - 吴尚之（2014年7月7日—2017年12月2日） - 周慧琳（2017年4月13日—2018年3月，兼国家版权局专职副局长、总局出版管理司（古籍整理出版规划办公室）司长（主任）） - 张宏森（2017年4月13日—2018年3月，兼电影局局长、分党组书记） - 慎海雄（2018年1月18日—3月，兼中央电视台台长、分党组书记） | 党组书记 - 蒋建国（2013年3月—2014年12月） - 蔡赴朝（2014年12月—2016年9月） - 聂辰席（2016年9月—2018年3月） 党组副书记 - 蔡赴朝（2013年3月—2014年12月） - 聂辰席（2013年4月—2016年9月） - 慎海雄（2018年1月—3月） 党组成员 - 田进（2013年4月—2018年3月） - 邬书林（2013年4月—2014年7月） - 阎晓宏（2013年4月—2017年4月） - 孙寿山（2013年4月—2017年4月） - 李伟（2013年4月—5月） - 童刚（2013年4月—2018年3月） - 李秋芳（2013年—2016年1月，驻总局纪检组组长） - 胡占凡（2013年—2015年4月，中央电视台台长、分党组书记） - 王求（2013年—2015年7月，中央人民广播电台台长、分党组书记） - 王庚年（2013年—2018年3月，中国国际广播电台台长、分党组书记） - 吴尚之（2014年7月—2017年12月） - 阎晓明（2015年7月—2018年3月，中央人民广播电台台长、分党组书记） - 周慧琳（2017年4月—2018年3月） - 张宏森（2017年4月—2018年3月） |

## 中央纪委驻总局纪检组
2013年设立中央纪委驻国家新闻出版广电总局纪检组（监察部驻国家新闻出版广电总局监察局）。2016年撤销，改由中央纪委驻中央宣传部纪检组综合监督。
| 组长 - 李秋芳（2013年—2016年1月） 副组长 - 范玉刚（？—2016年，副组长兼监察局局长） | 正局级纪律检查员 副局级纪律检查员 - 董伊薇（？—2016年，副局级纪律检查员、监察专员） |